# Свети Йосиф (Скопие)
„Свети Йосиф“ (на македонска литературна норма: „Свети Јосиф“) е римокатолически параклис в Скопие, Северна Македония, в Скопската епископия на Римокатолическата църква. Параклисът е част от енория „Пресвето сърце Исусово“.
В махалата Битпазар е имало католическо сиропиталище и дом на сестрите викентинки, в чиито рамки има и параклис, посветен на Свети Йосиф. В 1963 година Скопското земетресение разрушава параклиса, дома и сиропиталището, които по-късно са изградени наново благодарение на епископ Йоаким Хербут и с помощ на хуманитарна организация от Виена. Този храм остава единствен в града, тъй като земетресението разрушава и католическата катедрала. Катедралата е построена отново в относително кратък срок, но много от вярващите продължават да посещават литургиите в параклиса, в който се служи и по източен, и по западен обред.